# Lavras (Guarulhos)
Lavras é um bairro localizado no extremo Norte da Grande São Paulo, é administrado pela prefeitura de Guarulhos.
Lavras foi um dos primeiros bairros de São Paulo. 
Denominado hoje como Lavras, o Bairro recebeu este nome em virtude de meados de 1590 a região ter sido explorada por conter ouro.

Em 2010 tinha uma população total de 10.697 habitantes.